# Günter Kochan
Günter Kochan (ur. 2 października 1930 w Luckau, zm. 22 lutego 2009) – niemiecki kompozytor.

## Życiorys
W latach 1946–1950 studiował w Musikhochschule w Berlinie u Borisa Blachera, Konrada Friedricha Noetla i Hermanna Wunscha. Od 1950 do 1953 roku uczył się kompozycji u Hannsa Eislera w berlińskiej Akademie der Künste. W latach 1948–1951 był pracownikiem berlińskiej rozgłośni radiowej. Od 1950 do 1991 roku był wykładowcą kompozycji w berlińskiej Hochschule für Musik, w 1967 roku uzyskał tytuł profesora. W 1965 roku został wybrany na członka Akademie der Künste.
Laureat Nagrody Państwowej NRD II (1959), III (1964) i I (1979) Klasy, Srebrnego Orderu Zasługi dla Ojczyzny (1974) oraz nagrody miasta Berlina im. J.W. Goethego (1973). Od 1953 roku był członkiem SED.

## Twórczość
W swojej twórczości nawiązywał do tradycji niemieckiej klasycyzmu i romantyzmu, wzorował się na stylistyce Hannsa Eislera i Dmitrija Szostakowicza. Dążył do nadania muzyce konkretnych treści, sięgając po formy wokalno-instrumentalne, w których często nawiązywał do aktualnych tematów. Tworzył muzykę na potrzeby radia i telewizji.

## Wybrane kompozycje
(na podstawie materiałów źródłowych)

### Utwory orkiestrowe
- 2 koncerty skrzypcowe (I 1951–1952, II 1980)
- Kleine Suite (1956)
- Koncert fortepianowy (1958)
- Sinfonietta (1960)
- Fröhliche Ouvertüre na orkiestrę kameralną (1960)
- 2 koncerty na orkiestrę (I 1961–1962, II 1988–1990)
- 5 symfonii (I na chór i orkiestrę 1963–1964, II 1968, III na sopran i orkiestrę 1972, IV 1983–1984, V 1985–1987)
- Divertimento, wariacje na temat C.M. von Webera (1964)
- Variationen über eine venezianische Canzonetta na fortepian i orkiestrę kameralną (1966)
- 4 utwory na smyczki (1966)
- 2 koncerty wiolonczelowe (I 1967, II 1976)
- Mendelssohn-Variationen na fortepian i orkiestrę (1972)
- Koncert altówkowy (1974)
- Koncert na kwintet dęty i 2 grupy smyczkowe (1975–1977)
- 7 Orchesterstücke (1976–1977)
- Passacaglia und Hymne (1979)
- In memoriam (1982)
- Präludium (1985)
- Und ich lächle im Dunkeln dem Leben (1987)
- Herbstbilder na 28 instrumentów smyczkowych (1990–1991)
- Divertimento na zespół fletów prostych (1998)

### Utwory kameralne
- Trio fortepianowe (1953–1954)
- Divertimento na flet, klarnet i fagot (1956)
- Sonata wiolonczelowa (1960)
- 5 utworów na kwartet smyczkowy (1961)
- Krótki kwartet smyczkowy (1965)
- Kwartet smyczkowy (1973–1974)
- 7 Miniaturen na 4 tuby (1977)
- Trio smyczkowe (1979–1980)
- Sonata skrzypcowa (1984–1985)
- 5 bagatel na 4 puzony (1987)
- Kwintet fortepianowy (1992–1993)
- 7 Szenen na flet, altówkę i gitarę (1993)
- 7 Deutsche Volkslieder na 4 puzony i tubę (1993)
- Duo na klarnet i fortepian (1994–1995)
- Musik na flet prosty i klawesyn (1996)
- Miniaturen na kontrabas (1999)

### Utwory fortepianowe
- Suita (1952)
- Präludien, Intermezzi und Fugen (1954)
- 11 krótkich utworów na fortepian na 4 ręce (1958)
- 5 utworów (1971)
- 7 krótkich utworów (1971)
- Sonata (1981)

### Utwory wokalno-instrumentalne
- Die Welt ist jung na solistów, chór i orkiestrę (1951)
- 3 Shakespeare-Lieder na alt, flet i smyczki (1964)
- Asche von Birkenau na alt i orkiestrę (1965)
- Aurora na głosy żeńskie, chór i orkiestrę (1966)
- Wir, unaufhaltsam na baryton, recytatora, chór i orkiestrę (1970)
- Das Testament von Ho-Chi-Minh na recytatora, orkiestrę kameralną i 9 instrumentów solowych (1971)
- Die Hände der Genössen na baryton i orkiestrę (1974)
- 3 Epitaphe na baryton i instrumenty (1975)
- Tryptichon na mezzosopran, flet altowy, klarnet basowy, altówkę i wiolonczelę (1991)

### Utwory sceniczne
- opera Karin Lenz (1968–1970)
- dramat muzyczny Luther (1981)